# Makawao
Makawao, stad i Maui County, Hawaii, USA med cirka 6 327 invånare (2000). Den har enligt United States Census Bureau en area på totalt 12,1 km², varav allt är land 